# 纽形动物门

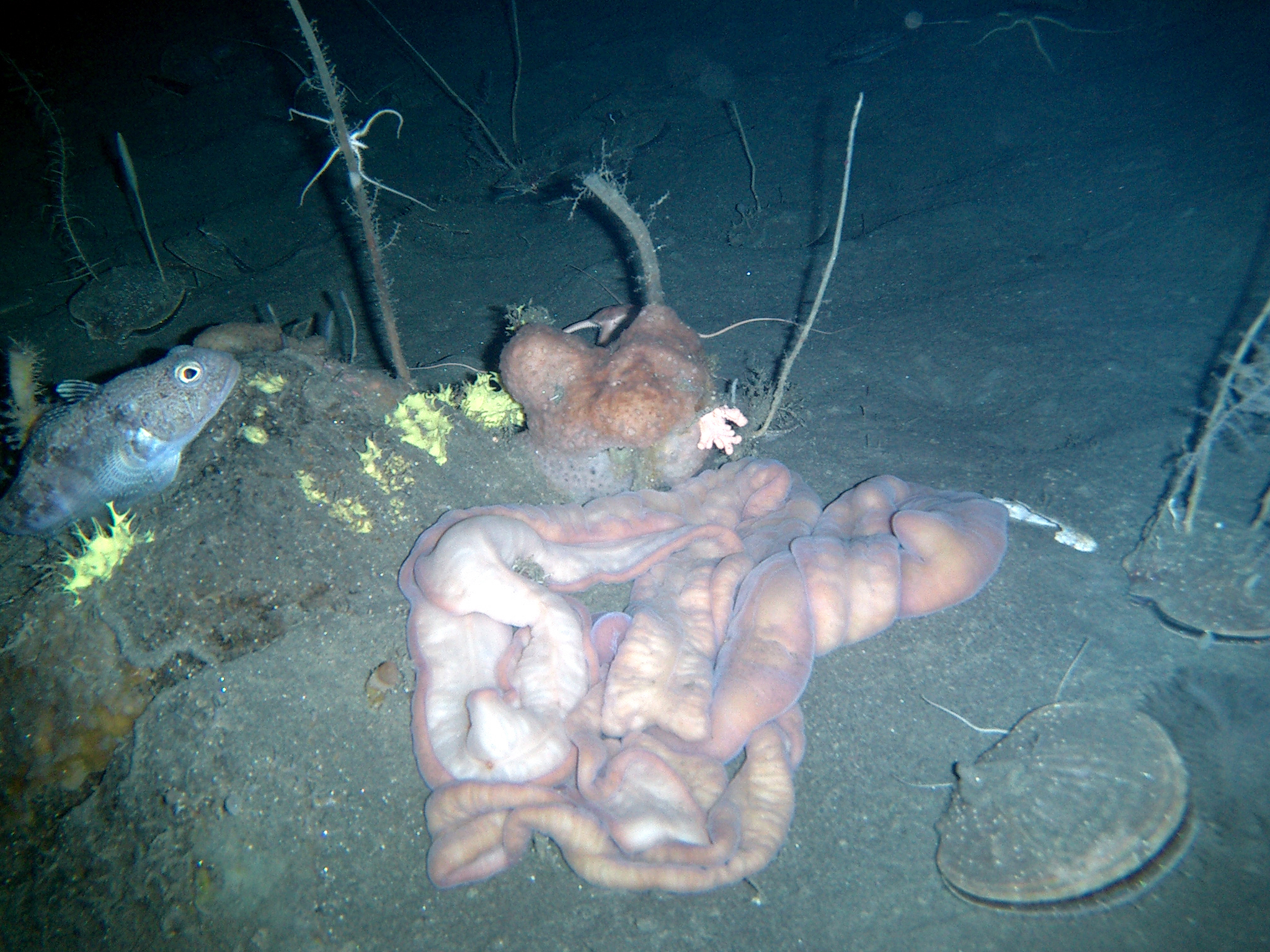
生活在海洋環境中的紐蟲（Parborlasia corrugatus）

纽形动物门（學名：Nemertea）是無脊椎動物的一个门，其下的物種通稱紐蟲（ribbon worms），是一类具吻的长带形动物，绝大多数为海洋底栖生物，少数為淡水甚至陆生（如地纽虫）。纽形动物全部营自由生活而无寄生种类。體長大多不超過二十釐米，但也存在个例如巨纵沟纽虫可以长达55米，是已知最长的无脊椎动物之一。全世界至少有1200种。
与扁形动物一样，纽形动物也是两侧对称、三胚层的动物，早期曾被认为是无体腔动物，但最新研究表明其属于真体腔动物，且分子遗传学等研究表明其与软体动物门有一定亲缘关系，纽形动物门与触手冠动物共同组成了隐担轮动物。腦部只由一環四個神經節組成，但具有完整的消化道（即有口和肛门，口在前下方，肛門在尾端）、肉食性且无心臟。纽形动物具备最原始的闭管式循环系统，一般为2～3条纵行血管，但不出现搏动。纽形动物还具有一个捕食及防卫的可伸缩的长吻。除所有淡水品種外，多数种类为雌雄异体，说明纽形动物较扁形动物更为进化，因此现行分类系统中都将纽形动物独立成一个门。

## 分类
纽形动物门分为：

### 无刺纲Anopla
- 古纽目 Paleonemertea ：例如管居纽虫。
- 异纽目 Heteronemertea ：例如脑纹纽虫(Cerebratulus)及线纽虫(Lineus)。

### 有刺纲Enopla
又名有針綱。

### 针纽纲Hoplonemertea
例如端纽虫(Amphiporus)、小体纽虫、地紐蟲(Geonemertes)等。
- 单针目 Monostilifera
- 多针目 Polystilifera